# Konstitutionell nivå
Den konstitutionella nivån beskriver på vilken nivå en lag är skriven på. Detta får avgörande betydelse i rättssystemet då till exempel grundlag står över lag och lag står över förordning. Om lagar står i strid med varandra gäller den lag som har högst konstitutionell nivå.
I Sverige har detta framförallt blivit aktuellt efter EU-inträdet eftersom praxis säger att EU-lagar står över svensk lag, även grundlag. Senaste uppmärksammade fallet var när pingstpastor Åke Green blev friad för förtal i Högsta domstolen eftersom Europakonventionen är skriven på en högre konstitutionell nivå och därför står över svensk lag.